# Marge a trouvé un boulot
Marge a trouvé un boulot (France) ou Marge se trouve un emploi (Québec) (Marge Gets a Job) est le 7e épisode de la saison 4 de la série télévisée d'animation Les Simpson.

## Synopsis
La maison des Simpson, comme la célèbre tour de Pise, penche d'un côté. Ils font venir un réparateur qui leur annonce que remettre à neuf les fondations leur coûterait 8 500 $ ! Homer, trouvant le prix bien trop élevé pour leurs moyens, refuse. Leur maison devient l'attraction du quartier. Pour pouvoir réunir les 8 500 $, Marge doit trouver un emploi…
Homer et sa femme se rendent au pot de départ à la retraite de Jacques Cosette, un employé de la centrale, qui supplie qu'on lui rende son travail. Ce poste étant vacant, Marge en profite pour postuler et est engagée à la centrale nucléaire grâce à un curriculum vitæ plus ou moins exact écrit par Lisa. Le travail se passe plutôt bien, mais un problème survient : M. Burns tombe amoureux de sa nouvelle employée, rendant fou de jalousie Smithers…